# Jenning Huizenga
Jenning Huizenga (Franeker, Província de Frísia, 29 de març de 1984) és un ciclista neerlandès, professional des del 2005. Actualment corre a l'equip Parkhotel Valkenburg Continental.
Especialista en ciclisme en pista, ha obtingut dues medalles de plata al Campionat del món de 2008, en persecució individual.

## Palmarès en pista
- 2007
  -  Campió dels Països Baixos en Persecució
- 2011
  -  Campió dels Països Baixos en Persecució
- 2012
  -  Campió dels Països Baixos en Persecució
- 2013
  -  Campió dels Països Baixos en Persecució

### Resultats a laCopa del Món
- 2013-2014
  - 1r a la Classificació general i a la prova de Guadalajara, en Persecució

## Palmarès en ruta
- 2011
  - Vencedor d'una etapa del Tour de Moselle
- 2012
  - Vencedor d'una etapa de l'Olympia's Tour